# Конино (Владимирская область)
Конино — деревня в Собинском районе Владимирской области России, входит в состав Воршинского сельского поселения.

## География
Деревня расположена на берегу реки Ворши в 1,5 км на юго-восток от центра поселения села Ворша и в 11 км на северо-восток от райцентра города Собинки.

## История
Первое упоминание деревни относится к 1718 году в составе Дмитриевского прихода.
В конце XIX — начале XX века деревня входила в состав Воршинской волости Владимирского уезда. В 1859 году в деревне числилось 26 дворов, в 1905 году — 32 двора, в 1926 году — 71 хозяйств.
С 1929 года село входило в состав Воршинского сельсовета Собинского района.
В 2017 году близ деревни 56°03′13″ с. ш. 40°06′25″ в. д. произошло открытие нового научно-производственного комплекса компании Volgabus (ООО «Волгабас»), основанного на использовании высоких технологий: число работников — более 650; планируемый объем выпуска первой очереди — до 1000 автобусов в год; общая планируемая производственная мощность — до 2500 автобусов в год.

## Население
| 1859 | 1905 | 1926 |
| ---- | ---- | ---- |
| 209  | 189  | 276  |

| 1859 | 1905 | 1926 | 2002 | 2010 | 2021 |
| ---- | ---- | ---- | ---- | ---- | ---- |
| 209  | ↘189 | ↗276 | ↘171 | ↘146 | ↘73  |